# Kriegsrat vom 8. Dezember 1912
Der so genannte Kriegsrat vom 8. Dezember 1912 war eine geheime Besprechung Kaiser Wilhelms II. mit der militärischen Führungsspitze im Berliner Stadtschloss. Historiker wie Fritz Fischer und John C.G. Röhl sehen bereits hier die Entscheidung zum Ersten Weltkrieg oder zumindest einen wichtigen Beitrag zu einem solchen Entscheidungsprozess schon vor der Julikrise, andere – wie Hew Strachan, Christopher Clark oder Holger Afflerbach – halten diese Deutung für übertrieben und weisen der Besprechung keine besondere Bedeutung für die spätere Eskalation zu.

## Vorgeschichte
Beunruhigt durch den Verlauf des Ersten Balkankrieges und den sich abzeichnenden Sieg des Balkanbundes über das Osmanische Reich forderten einflussreiche Kräfte in Österreich-Ungarn, eine weitere Vergrößerung des Machtbereichs von Serbien gegebenenfalls mit Gewalt einzugrenzen. Unterstützung erhoffte man sich dabei vom Deutschen Reich, das jedoch in der Balkanfrage bis dahin eine weitgehend neutrale Stellung eingenommen hatte. Auf Drängen von Reichskanzler Bethmann Hollweg gab Kaiser Wilhelm II. seine bisher in Bezug auf den Balkan vertretene Devise „Nicht-Intervention um jeden Preis“ tatsächlich auf; schon am 22. November 1912 erklärte er dem österreichischen Generalstabschef Schemua, dass Österreich-Ungarn „auf Deutschlands Unterstützung unter allen Verhältnissen voll zählen“ könne.
Das ging Bethmann Hollweg und Staatssekretär Kiderlen-Wächter allerdings zu weit, weswegen Kiderlen-Wächter in der regierungsnahen Norddeutschen Zeitung einen Artikel veröffentlichen ließ, in dem vor einem militärischen Vorgehen Österreich-Ungarns auf dem Balkan gewarnt wurde, was in Österreich-Ungarn zu Rückfragen, erheblichen Irritationen und verbitterten Kommentaren führte. Dies veranlasste den Reichskanzler am 2. Dezember 1912 im Reichstag eine Bündniszusicherung zu geben, was wiederum die britische Regierung als bedrohlich einstufte, so dass Lordkanzler Haldane in London den deutschen Botschafter Lichnowsky schon am Tag darauf ausdrücklich warnte: Großbritannien werde bei einem Einmarsch Österreich-Ungarns in Serbien kaum der „stille Zuschauer“ bleiben können, man könne zudem keinesfalls eine neuerliche Niederwerfung Frankreichs dulden, falls Deutschland im Zusammenhang mit einem russisch-österreichischen Konflikt Frankreich angreifen würde.
Als der Kaiser den Bericht zur Kenntnis nahm, war er außer sich: „England wird aus Neid und Haß gegen Deutschland unbedingt Frankreich u[nd] Rußland gegen uns beistehen. Der eventuelle Existenzkampf, den die Germanen in Europa (Österreich, Deutschland) gegen die von Romanen (Galliern) unterstützten Slaven (Rußland) zu fechten haben werden, findet die Angelsachsen auf der Seite der Slaven. Grund: Neidhammelei, Angst unseres zu Großwerdens!“ – Unter dem Eindruck des Berichts aus London berief der Kaiser unmittelbar nach dem Erhalt per Telegramm für Sonntagmorgen, den 8. Dezember, um 11 Uhr eine später von Bethmann Hollweg als „Kriegsrat“ bezeichnete Besprechung ein, Teilnehmer waren Wilhelm II., Graf von Moltke (Chef des Generalstabes), August von Heeringen (Chef des Admiralstabes), Alfred von Tirpitz (Staatssekretär im Reichsmarineamt) sowie Georg Alexander von Müller (Chef des Marinekabinettes).

## Inhalt
Über diesen Kriegsrat existieren eine Reihe von Aufzeichnungen, die zwar in einzelnen Punkten voneinander abweichen, im Wesentlichen jedoch übereinstimmen. Von Müller fasste noch am selben Abend in seinem Tagebuch den Verlauf des Gesprächs zusammen: Der Kaiser habe mitgeteilt, dass „England, wenn wir Frankreich angriffen, unbedingt Frankreich beispringen würde, denn England könne nicht dulden, daß die balance of power in Europa gestört werde“. Mit deutlicher Spitze gegen Bethmann Hollweg begrüßte der Kaiser

„diese Mitteilung als erwünschte Klärung der Situation denjenigen gegenüber, die sich von Pressefreundlichkeiten der letzten Zeit Englands sicher fühlten. Österreich müsse den auswärtigen Slaven (den Serben) gegenüber kraftvoll auftreten, sonst verliere es die Macht über die Slaven der österr.-ung. Monarchie. Wenn Rußland die Serben stütze, was es offenbar tue (Sasonows Erklärung, Rußland werde sofort in Galizien einrücken, wenn Österreich in Serbien) wäre der Krieg auch für uns unvermeidlich. Wir könnten aber hoffen, Bulgarien u. Rumänien u. auch Albanien, auch vielleicht die Türkei auf unserer Seite zu haben. […] Treten diese Mächte auf Österreichs Seite, dann seien wir soweit frei, um den Krieg mit ganzer Wucht gegen Frankreich zu führen. Die Flotte müsse sich natürlich auf den Krieg gegen England einrichten. Der […] Fall eines Krieges gegen Rußland allein, werde nach der Haldane’schen Erklärung außer Betracht bleiben. Also gleich Unterseebootskrieg gegen englische Truppentransporte in der Schelde bezw. bei Dünkirchen, Minenkrieg in Themse.“

Tirpitz wurde durch Wilhelm II. zu schleunigem Bau zusätzlicher U-Boote aufgefordert. General von Moltke äußerte laut den Aufzeichnungen von Müllers: „Ich halte einen Krieg für unvermeidbar u. je eher je besser. Wir sollten aber durch die Presse besser die Volkstümlichkeit eines Krieges gegen Rußland im Sinne der Kaiserl. Ausführungen vorbereiten.“ Wilhelm II. stimmte zu und forderte Tirpitz aufgrund seiner bekanntermaßen guten Pressekontakte auf, mit seinen „Pressemitteln nach dieser Richtung hin zu wirken“. Tirpitz machte darauf aufmerksam, „daß die Marine gern das Hinausschieben des großen Kampfes um 1½ Jahre sehen würde“. Heeringen zufolge habe Tirpitz wörtlich ausgeführt, „unsere Chancen sind zur Zeit sehr ungünstig. Aber 1914, wenn der [Nordostsee-] Kanal und [der U-Boothafen] Helgoland fertig seien, läge die Sache anders“. Moltke widersprach laut Müller, „die Marine würde auch dann nicht fertig sein u. die Armee käme in immer ungünstigere Lage, denn die Gegner rüsteten stärker als wir, die wir mit dem Gelde sehr gebunden seien.“
Müller kritisierte die Haltung Moltkes in seinen Aufzeichnungen als inkonsequent: „Krieg je eher je besser aber er zieht nicht die Konsequenz daraus, welche wäre, Rußland oder Frankreich oder beide vor ein Ultimatum zu stellen.“ Das Ergebnis der Besprechung sei deswegen laut Müller „so ziemlich gleich Null“ gewesen, da dem Kriegesentschluss keine konkreten Überlegungen über die diplomatischen Voraussetzungen einer erfolgreichen Eröffnung des Krieges folgten.
Der nachträglich informierte Bayerische Militärbevollmächtigte Karl von Wenninger berichtete am 15. Dezember von der Haltung des Kaisers: „Ungern ließ sich der Kaiser zu dem Aufschub [des Krieges] bestimmen. Dem Kr[iegs]-M[inister] sagte er tags darauf nur, er solle sofort eine neue große Heeresvorlage vorbereiten. Tirpitz erhielt den gleichen Auftrag für die Flotte.“

## Folgezeit
Die Heeresvorlage war schon vor dem Kriegsrat mehrfach gefordert worden, am 25. November hatte Moltke eine entsprechende Denkschrift vorgelegt, Kriegsminister Josias von Heeringen trug dementsprechend am 2. Dezember dem Reichskanzler die Pläne zur neuen Heeresvorlage mit Kosten von (zunächst) 220 bis 300 Millionen Mark vor, wogegen der Reichskanzler in sachlicher Hinsicht keine Einwände erhob. Die Pläne wurden sodann am 4. und 5. Dezember dem Kaiser vorgelegt, der die entsprechende Billigung aussprach. Durch den Kriegsrat erfuhr nach Auffassung der Fischer-Schule der Fortgang eine Beschleunigung, schon am 9. Dezember forderte der Kriegsminister auf Befehl des Kaisers den Chef des Generalstabes auf, seine Forderungen zu spezifizieren. Die Heeresvorlage wurde am 30. Juni 1913 vom Reichstag beschlossen. Sie beinhaltete die größte Heeresverstärkung der deutschen Geschichte, die Vorlage sah einen Zuwachs von 117.000 Mann, 15.000 Unteroffizieren und 5.000 Offizieren vor, was dann 884 Millionen Mark als einmalige Zahlung und jährliche Mehrkosten von 183 Millionen Mark verursachen sollte.
Ursprünglich war vom Generalstab sogar eine Erhöhung um 300.000 Mann geplant, die aber nach massiver Intervention des relativ friedliebenden Kriegsministers Josias von Heeringen – der auffälligerweise, anders als sein jüngerer Bruder August, nicht zu dem Kriegsrat geladen war – von Kaiser Wilhelm II. reduziert worden ist. Wenige Tage nach Verabschiedung der Heeresvorlage wurde Heeringen als Kriegsminister entlassen und durch den kriegswilligeren Erich von Falkenhayn ersetzt, dem nun die rasche Umsetzung der Heeresvermehrung oblag.
Als fatal sollte sich erweisen, dass – nach Auffassung Fritz Fischers offensichtlich aufgrund der Ergebnisse des Kriegsrates – ab 1. April 1913 der Ostaufmarschplan nicht mehr weiter bearbeitet wurde, was eine alternativlose Festlegung auf den Schlieffen-Plan bedeutete, dessen Prämissen nicht unwesentlich dazu beitrugen, dass sich aus der Julikrise ein Weltkrieg entwickelte.
Unmittelbar nach der Besprechung teilte Admiral Müller dem Reichskanzler mit, dass nun „durch die Presse das Volk darüber aufzuklären [sei], welche großen nationalen Interessen auch für Deutschland bei einem durch den österreichisch-serbischen Konflikt entstehenden Krieg auf dem Spiele ständen. […] Das Volk dürfe nicht in die Lage versetzt werden, sich erst bei Ausbruch eines großen europäischen Krieges die Frage vorzulegen, für welche Interessen Deutschland in diesem Krieg zu kämpfen habe. Das Volk müsse vielmehr schon vorher mit dem Gedanken an einen solchen Krieg vertraut gemacht werden.“

## Rezeption
Obwohl die Besprechung geheim war, wurde der Inhalt durch Indiskretionen Kaiser Wilhelms in der deutschen Führung schnell bekannt.
In der Geschichtswissenschaft wurde der Kriegsrat hingegen erst in den 1960er Jahren thematisiert, wo er dann in der Spätphase der Fischer-Debatte eine Rolle spielte. Nach Meinung Fischers wurde im Kriegsrat definitiv beschlossen, den Krieg um die Vorherrschaft in Europa zu führen, nur der Zeitpunkt sei vertagt worden. Manche Gegner von Fischer – wie etwa Egmont Zechlin – sprachen dem Kriegsrat jegliche Bedeutung ab, andere – wie Wolfgang J. Mommsen und Klaus Hildebrand – begegneten der Deutung von Fischer mit Skepsis, wobei sie sich vor allem auf die Abwesenheit politischer Vertreter bei der Besprechung beriefen. Fischer wandte dagegen ein, dass Reichskanzler Bethmann Hollweg nach Kenntnisnahme der Kriegsrat-Ergebnisse einem Bericht des Kaisers vom 14. Dezember 1912 zufolge „sich jetzt doch an den Gedanken des Krieges gewöhnt habe, er, der doch noch vor einem Jahre ausgesprochen habe, er werde nimmer imstande sein, zu einem Kriege zu raten.“
Auch John C. G. Röhl, dessen Forschungen in die Jahrzehnte nach Fischer fallen, meinte im Jahre 2008: „Heute steht die Hauptverantwortung der deutschen und österreichischen Regierungen für die Herbeiführung des großen Krieges im Juli 1914 nicht mehr in Frage, und auch der ‚Kriegsrat‘ vom 8. Dezember 1912 steht nicht als unerklärliche und scheinbar folgenlose Entgleisung eines politisch bedeutungslosen und nicht ganz zurechnungsfähigen Monarchen da […] die militärpolitische Besprechung jenes Sonntagsvormittags [lässt sich] reibungslos in einen Entscheidungsprozess betten, dessen Anfänge weit zurückreichten und der schließlich im Sommer 1914 in die Katastrophe des Weltkriegs münden sollten. Den Gegnern Fischers wäre es auch leichter gefallen, seine Thesen zu widerlegen, wäre nicht der Weltkrieg just zu dem im Dezember 1912 anvisierten Zeitpunkt, unmittelbar nach Fertigstellung des Kanals – und zwar auf dem Wege eines ‚Rassenkrieges‘ zwischen Österreich und Serbien – herbeigeführt worden“.
Dieser Sicht jedoch wird widersprochen. Holger Afflerbach etwa sieht in dem Treffen nur „eine der Krisensitzungen, wie sie zu der Zeit in allen europäischen Hauptstädten abgehalten wurden vor dem Hintergrund eines Worst-Case-Denkens, das auch den Ausbruch eines Krieges in sein Kalkül miteinbezog, indes ohne ihn zu wünschen oder aktiv herbeiführen zu wollen.“ Das Treffen habe eben „keine systematische deutsche Kriegsvorbereitung“ initiiert, sondern sei ein „Weiterlaufen der Hochrüstung“ gewesen, die „wie in anderen europäischen Ländern auch“ jedoch dem Grundsatz nach gleichgewichtsorientiert gewesen sei. Friedrich Kießling fasste im Jahre 2002 die seiner Auffassung nach mittlerweile in der Geschichtswissenschaft überwiegende Auffassung über den sogenannten Kriegsrat von 1912 konträr zu Röhl so zusammen:„Die These, daß damit die deutsche Kriegsplanung begonnen habe, wird heute in der historischen Forschung ziemlich einhellig verworfen.“ Ähnlich argumentiert Hew Strachan: Die Besprechung sei sowohl politisch wie militärisch weitgehend folgenlos geblieben, da Bethmann Hollweg weiterhin an seinem am Ausgleich orientierten Kurs festhielt und ihr ferner keine über die neue Heeresvorlage wesentlich hinausgehende Aufrüstung des Heeres gefolgt sei, wie die Logik der Besprechung mit ihrer Fixierung auf Russland es eigentlich erfordert hätte. Der australische Historiker Christopher Clark bewertet den Kriegsrat ähnlich. Dieser „blieb eine Episode“: Die neue Heeresvorlage sei bereits zuvor erarbeitet worden und der Kriegsrat habe auf diese keinen Einfluss mehr gehabt. Vielmehr habe Bethmann Hollweg in der Folgezeit dafür gesorgt, dass das Treffen keine Auswirkungen auf die Politik gehabt habe und dessen Beschlüsse nicht umgesetzt worden seien.
Auch Volker Ullrich glaubt eher an das „von Haldane während seines Berlin-Besuches im Februar 1912 konstatierte Chaos an der Spitze des Reiches als [an] eine langfristige, zielstrebige, von allen Entscheidungsinstanzen gleichermaßen getragene Planung eines Hegemonialkrieges von 1914“. Die Bedeutung des Kriegsrates werde heute aber zumindest „in der erneut und nachdrücklicher als bisher bekundeten Disposition der Militärs, den für unvermeidlich gehaltenen Krieg zu einem möglichst günstigen Zeitpunkt vom Zaun zu brechen“ gesehen, was auch Stephen Schröders Analyse der Auswirkungen englisch-russischer Flottenverhandlungen auf die deutsche Kriegsbereitschaft – veröffentlicht im Jahre 2006 – letztendlich nicht relativieren will.